# Arzneimittel-Warnhinweisverordnung
Die Arzneimittel-Warnhinweisverordnung ist eine deutsche Rechtsverordnung mit Ermächtigung im Arzneimittelgesetz (AMG) und schreibt über die dort festgelegten Kennzeichnungspflichten hinaus besondere Warnhinweise für Arzneimittel vor, die Ethanol („Alkohol“) ab einer bestimmten Menge oder Tartrazin als Inhaltsstoffe enthalten.

## Warnhinweis bei Ethanol
Ethanol ist ein organisches Lösungsmittel mit vielfacher Verwendung in der pharmazeutischen Technologie. So dient Ethanol beispielsweise als Extraktionsmittel, als Penetrationsförderer oder Desinfektionsmittel.
Gemäß AMWarnV ist bei Ethanolhaltigen Arzneimitteln ab einer maximalen Einzeldosis von 0,05 g Ethanol ein Warnhinweis vorgeschrieben. Bei einem Ethanolgehalt von bis zu 0,5 g pro maximaler Einzeldosis ist eine entsprechende Kennzeichnung auf dem Behältnis und soweit vorhanden der äußeren Umhüllung ausreichend. Bei höherem Ethanolgehalt sind zusätzliche Hinweise in der Packungsbeilage sowie der Fachinformation vorgeschrieben. Dort ist anzugeben, dass durch die zugeführte Ethanolmenge ein gesundheitliches Risiko für bestimmte Patientengruppen wie beispielsweise Alkoholiker, Schwangere und Kinder besteht und es zu Arzneimittelwechselwirkungen mit anderen gleichzeitig zugeführten Arzneimitteln kommen kann. Ab einem Ethanolgehalt von mehr als 3 g pro maximaler Einzeldosis muss zusätzlich auf ein vermindertes Reaktionsvermögen – einschließlich der eingeschränkten Fahrtüchtigkeit im Straßenverkehr – hingewiesen werden.
ACHTUNG: Zum 1. Juni 2022 ist eine Änderung der Arzneimittel-Warnhinweisverordnung in Kraft getreten, die hier noch nicht eingearbeitet ist!

## Warnhinweis bei Tartrazin
Tartrazin ist ein gelber Azofarbstoff. Farbstoffe werden bei der Arzneimittelherstellung verwendet, um das Risiko von Verwechslungen zu vermindern, aber auch um bestimmte psychische Wirkungen zu erzielen.
Azofarbstoffe und hier insbesondere Tartrazin stehen in Verdacht, Pseudoallergien auszulösen. Mengenunabhängig ist daher bei Arzneimitteln mit dem Inhaltsstoff Tartrazin der Hinweis erforderlich, dass Tartrazin enthalten ist. In der Gebrauchs- und in der Fachinformation ist anzugeben, dass bei empfindlichen Personen allergieartige Reaktionen auftreten können.